# Флаг Фировского района
Флаг муниципального образования «Фи́ровский район» Тверской области Российской Федерации — опознавательно-правовой знак, являющийся символом статуса и самоуправления района.
Флаг утверждён 12 мая 2002 года и внесён в Государственный геральдический регистр Российской Федерации с присвоением регистрационного номера 1053.

## Описание
Прямоугольное полотнище, воспроизводящее композицию гербового щита.
Геральдическое описание герба гласит: «В лазоревом поле на зелёной оконечности серебряные арочные ворота с серебряными же открытыми створками, в которых чёрно-серебряный монах».